# Sabanas de San Angel
Sabanas de San Angel é um município da Colômbia, localizado no departamento de Magdalena.